# إريك دي بروين
إريك دي بروين (بالهولندية: Erik de Bruin) هو منافس ألعاب قوى هولندي، ولد في 25 مايو 1963 في Hardinxveld ‏ في هولندا.

## وصلات خارجية
- إريك دي بروين على موقع الاتحاد الدولي لألعاب القوى (الإنجليزية)
- إريك دي بروين على موقع اللجنة الأولمبية الدولية (الإنجليزية)
- إريك دي بروين على موقع أوليمبيديا (الإنجليزية)